# Attawapiskat Lake
Der Attawapiskat Lake ist ein See im Kenora District in der kanadischen Provinz Ontario.

## Lage
Der Attawapiskat Lake liegt etwa 440 km nordnordöstlich der Stadt Thunder Bay. Hauptzufluss des Attawapiskat Lake ist der Otoskwin River. Der Marten Drinking River mündet am Südufer in den See. Der Attawapiskat Lake besitzt zwei Abflüsse, den Attawapiskat River sowie den North Channel, der sich weiter östlich mit dem Attawapiskat River vereinigt. Der See hat eine Fläche von 281 km² und liegt auf einer Höhe von 241 m. Die Siedlung der Neskantaga First Nation (auch bekannt als Lansdowne House) liegt am Westufer des Sees.
Der Otoskwin/Attawapiskat River Provincial Park umfasst die Seefläche und den angrenzenden Uferbereich sowie die Flussläufe von Otoskwin River und Attawapiskat River.